# Животът и времената на съдията Рой Бийн
„Животът и времената на съдията Рой Бийн“ (на английски: The Life and Times of Judge Roy Bean) е американски филм, уестърн от 1972 година. Режисьор е Джон Хюстън, в главните роли участват Пол Нюман и Ава Гарднър.

## Сюжет
Краят на XIX век. Пристигайки в село Уинигаруун в беззаконния западен Тексас, ловецът на глави Рой Бийн влиза в местния салон и започва да се хвали как е ограбил банка. Там той е бит, полумъртъв е вързан за кон и пуснат в прерията да умре, но е от млада индианка. Бийн се връща и убива всички посетители на салона, заплашвайки да обеси всеки престъпник, който се осмели да се появи в този град.
Твърдяйки, че е олицетворение на закона и реда, самоназначилият се съдия Бийн преименува града на Лангтри на името на любимата си актриса Лили Лангтри. Градът процъфтява от линчуването, което Бийн организира над многобройни престъпници по тези места. Членове на семейството му са момичето Мария Елена, която го спасява в пустинята и една мечка Гризли, изоставена от „Гризли“ Адамс и пристрастена към алкохола. Пеейки на Мария Елена песен за жълтата роза на Тексас, Бийн й предлага ръката и сърцето си.
Мария Елена умира след раждане, съдията под натиска на своите помощници подтиквани от съпругите си (бивши проститутки, които съдия Бийн оженва за помощниците си), трябва да напусне града. През 1920-те години възрастният Бийн се завръща в Лангтри, където кметът Гас (бивш адвокат) преследва порасналата дъщеря на Бийн, като се опитва да я изгони от къщата, за да постави нефтена платформа на нейно място. При тези обстоятелства Бийн отново трябва да раздава правосъдие със собствените си методи.

## В ролите
| Актьор             | Роля               |
| ------------------ | ------------------ |
| Пол Нюман          | съдия Рой Бийн     |
| Жаклин Бисет       | Роуз Бийн          |
| Таб Хънтър         | Сам Дод            |
| Джон Хюстън        | Гризли Адамс       |
| Стейси Кийч        | Лошия Боб          |
| Роди Макдауъл      | Франк Гас          |
| Виктория Принсипал | Мария Елена        |
| Антъни Пъркинс     | Преподобни ЛаСал   |
| Ава Гарднър        | Лили Лангтри       |
| Антъни Зербе       | Мошеник от Операта |

## Награди и номинации
- 1973 - Номинация за „Оскар за най-добра оригинална песен“ - „Marmalade, Melasses and Honey“ (Морис Жар, Алън и Мерилин Бергман)
- 1973 - Номинация за „Златен глобус за най-добра оригинална песен“ - „Marmalade, Melasses and Honey“
- 1973 - Номинация за „Златен глобус за най-добър дебют на актриса“ - Виктория Принсипал